# Báč
|  | Per a altres significats, vegeu «Bac». |

Báč és un poble i municipi d'Eslovàquia que es troba a la regió de Trnava, a l'oest del país.

## Història
La primera menció escrita de la vila es remunta al 1205.

## Demografia
| Godina             | 1994 | 2004   | 2014   | 2024   |
| ------------------ | ---- | ------ | ------ | ------ |
| Nombre de persones | 580  | 526    | 552    | 553    |
| Diferència         |      | −9,31% | +4,94% | +0,18% |

| Godina             | 2023 | 2024   |
| ------------------ | ---- | ------ |
| Nombre de persones | 552  | 553    |
| Diferència         |      | +0,18% |